# Rivière Cocoumenen
Rivière Cocoumenen är ett vattendrag i Kanada.   Det ligger i provinsen Québec, i den östra delen av landet, 600 km nordost om huvudstaden Ottawa. Rivière Cocoumenen ligger vid sjön Lac Onistagane.
I omgivningarna runt Rivière Cocoumenen växer i huvudsak barrskog. Trakten runt Rivière Cocoumenen är nära nog obefolkad, med mindre än två invånare per kvadratkilometer.